# География Нидерландов
Нидерланды — западноевропейское государство, расположенное в западной части Среднеевропейской равнины. С севера и запада территория страны омывается Северным морем, в этих районах преобладают польдеры и дюны. Географические координаты: 51° — 53° с. ш. 4° — 7° в. д. Уникальность Нидерландов состоит в том, что достаточно большая часть территории была получена путём осушения, около половины территории, на которой живёт 60 % населения, лежит ниже уровня моря, а ещё 1/3 имеет высоты до 1 м. Нидерланды в переводе означают «низменные земли», что объясняется расположением страны в плоских равнинных низменностях дельт рек.

## Рельеф
Страну условно можно разделить на две части. На севере и западе находятся низко лежащие земли, большая часть которых лежит в дельте Рейна, Мааса и Шельды. По берегу моря тянется пояс песчаных дюн шириной до 405 м и высотой до 60 м, который вместе с системой плотин, дамб и шлюзов защищает низменные плодородные земли («марши») от затопления.
Южная и восточная часть страны лежат выше уровня моря, на востоке преобладает холмистый ландшафт, а южный район занимают песчано-глинистые равнины, переходящие в холмисто-лесные ландшафты предгорий Арденн. В самой южной (провинции Лимбург) местность повышается до 150—320 метров, там же находится самая высокая точка страны — возвышенность Ваалсерберг (Vaalserberg) 321 м. Восточнее маршей расположена холмистая равнина («гесты»), сложенная ледниковыми отложениями. К юго-востоку от Эйсселмер сохранился моренный рельеф — гряды высотой до 106 м.

## Геологическое строение и полезные ископаемые
На севере Нидерландов преобладают современные и плейстоценовые песчаноглинистые морские и речные отложения. С востока имеются ледниковые и флювиогляциальные отложения. Дельты рек сложены аллювиальными отложениями, а земли южной провинции Лимбург состоят в основном из известняков, мергелей и мела позднего мезозоя, палеогена и неогена. От Рейнских Сланцевых гор через территорию бывшего залива Зёйдер-Зе в северо-западном направлении идёт Центральнонидерландский вал осадочных пород, в остальных местах толщи залегают спокойно.
Имеются крупные запасы природного газа и нефти, месторождения которых располагаются в областях относительных впадин к западу и востоку от Эйсселмера (Слохтерен), а также на шельфе Северного моря. Также имеются запасы каменного и бурого угля (на юге провинции Лимбург), торфа, поваренной соли и каолина.

## Гидрография

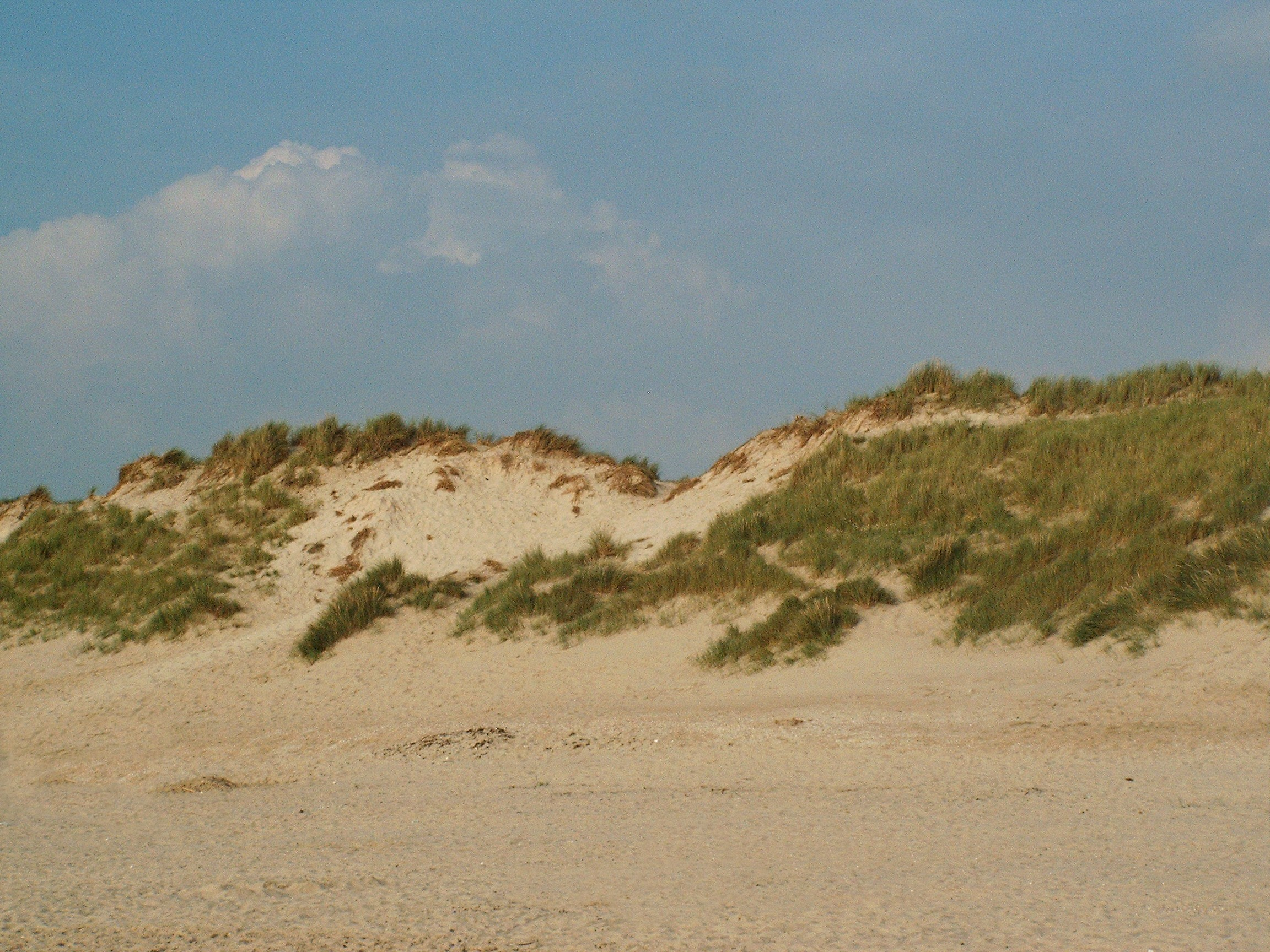
Песчаные прибрежные дюны, без которых половина территории Нидерландов оказалась бы под водой.

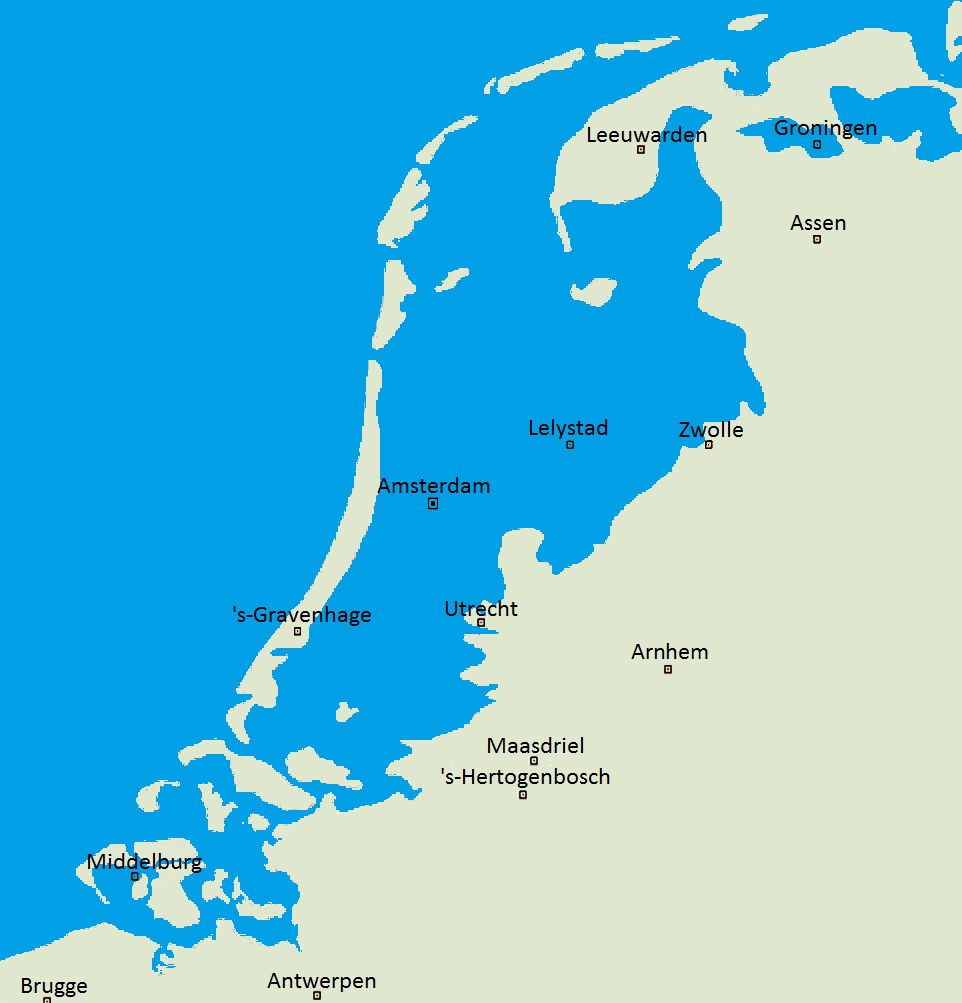
Карта Нидерландов без дюн и защитных дамб (территории, находящиеся ниже уровня моря, затоплены).

### Реки и каналы
На территории Нидерландов расположены устья крупных европейских рек: Рейна, Мааса и Шельды, которые образуют большую дельту. Реки полноводны круглый год, их русла спрямлены и соединены каналами, а сток зарегулирован. Наносы приводят к тому, что русла рек медленно поднимаются над окружающими их низменностями, из-за чего многие реки обнесены защитными валами.
Рукава и эстуарии рек, а также озёра, соединены многочисленными каналами, среди которых:
- Канал Корбулона
- Канал Гент-Тернюзен
- Канал Амстердам-Рейн
- Нордзе-канал
- Юлиана канал

### Заливы и озёра
Между Западно-Фризскими островами и континентальной частью Нидерландов расположена южная часть залива Ваддензе. На севере страны расположена бухта Долларт.
В 1282 году катастрофическое наводнение привело к образованию залива Зёйдерзе, который после сооружения плотины Афслёйтдейк превратился в пресноводное озеро Эйсселмер. Обширные площади освобождаются от избытка грунтовых и поверхностных вод с помощью многочисленных каналов и откачивания воды насосами (раньше для этой цели использовались ветряные мельницы). Таким образом в ходе проекта «Зёйдерзее» юго-восточная часть Эйсселмера была осушена и обращена в польдеры, на которых была образована провинция Флеволанд. С восточной и южной стороны польдеров оставили пролив, представляющий собой ряд сообщающихся озёр.
Между 1963 годами 1975 была построена дамба Хаутрибдейк, отделившая от Эйсселмера озеро Маркермер.
В юго-западной части страны располагается озеро Гревелинген. В провинции Фрисландия находится группа озёр, лежащих ниже уровня моря. В неё входят озёра Флюссен, Слотер-Мер, Тьёке-Мер, Снекер-Мер и ряд других. На севере страны расположено озеро Лауверсмер, также бывшее раньше морским заливом Лауверсзе.

## Климат
Климат в Нидерландах морской, умеренно-тёплый. Средняя температура в январе составляет +1 -:- +3 °C, в июле — +16-:- +17 °C. Солнечных дней мало, погода быстро меняется, часто возникают сильные туманы, которые иногда влияют на работу транспорта. При вторжении холодного воздуха с востока низовья Рейна и Эйселмер замерзают.
Осадков выпадает 650—750 мм в год, в основном в виде дождя. Снегопады редки.

## Почвы, растительность и животный мир
На территории Нидерландов преобладают подзолистые почвы, в прибрежных районах развиты плодородные иловатые почвы маршей, а по долинам рек — аллювиально-луговые. Дерново-подзолистые почвы и торфяные болота распространены на севере и востоке страны, а в районе южного Лимбурга сохранился лёсс эолового происхождения.
Высокая степень освоенности и заселённости территории привела к сокращению лесов (леса и кустарники, преимущественно посадки сосны и тополя на дюнах, занимают 7-8 % площади) и явному преобладанию культурных ландшафтов: свыше 40 % территории занимают пастбища, 35 % — пашня, теплицы и сады, более 10 % — постройки и дороги. Леса представлены в виде отдельных рощ и парков, также много декоративной зелени. Основные породы дерева — дуб, бук, граб, ясень и тис, по берегам крупных рек растут ивняки. На дюнах произрастают сосны и облепиха, песчаные районы занимают вересковые пустоши с кустарниками.
Из-за большой плотности населения животный мир страны сильно обеднён. Среди млекопитающих сохранились олени, барсуки и лисы, на дюнах водятся дикие кролики. Нидерланды лежат на пути ежегодной миграции многочисленных птиц (гуси, казарки, чайки и кулики, всего 180 видов), в дельте Рейна, Мааса и Шельды организованы охраняемые места их зимовки. Северное море богато промысловыми видами рыб: сельдью, треской, макрелью.

## Охраняемые территории
В Нидерландах расположено 20 национальных парков, а также несколько заповедников, общая площадь охраняемых территорий превышает 127 тыс. га. Из этой площади большую часть занимают мелководья, на которых осуществляется охрана мидиевых банок и местообитаний тюленя. Крупнейший национальный парк страны Остершельде располагается в бывшем эстуарии Восточная Шельда и имеет площадь 37 тыс. га.

## Статистика

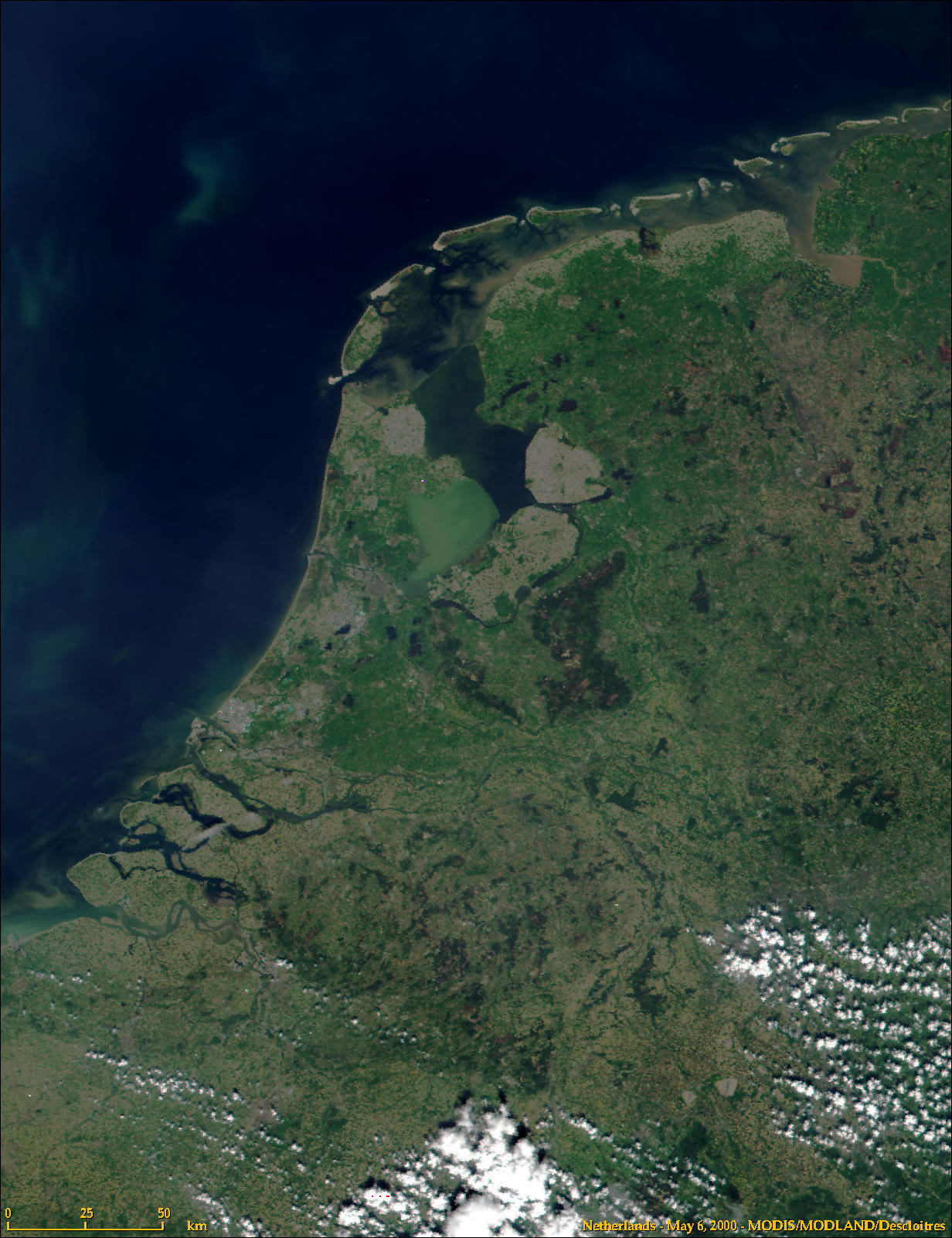
Спутниковая фотография Нидерландов, 2000 год. Видно отличие в цвете у озера Маркермер (светло-зелёный) от Эйсселмера. Светло-коричневые области — польдеры.

### Площадь
- Общая площадь — 41 526 км²
- Суша — 33 883 км²
- Внутренние воды — 7 643 км²
- Территориальные воды — 12 морских миль
- Специальная морская зона — 24 морских миль
- Исключительная рыболовная зона — 200 морских миль

### Границы
- Общая протяжённость границы — 1 027 км
  - с Бельгией — 450 км
  - с Германией — 577 км
- Береговая линия — 451 км

### Крайние точки
- Самая низкая точка — Зёйдпласпольдер −7 м
- Самая высокая точка — Ваалсерберг 322 м
- Самая северная точка — остров Роттюмерплат
- Самая западная точка — город Синт-Анна-тер-Мёйден